# Coupe du Brésil de football 2000
Navigation
Édition précédente Édition suivante
La Coupe du Brésil de football 2000 est la 12e édition de la Coupe du Brésil de football.
La compétition débuta le 9 mars 2000 et se termina le 9 juillet 2000. Cruzeiro remporte cette édition face à São Paulo.
Oséas, de Cruzeiro avec 10 buts, termine meilleur buteur de la compétition.

## Règlement
Jusqu'au deuxième tour, si l'équipe à l'extérieur gagne le premier match avec au moins deux buts d'avance, elle se qualifie directement pour le tour suivant. La Règle des buts marqués à l'extérieur est utilisée.

## Participants
| - 4 de Julho (PI) - ABC (RN) - América (MG) - América (RN) - Americano (RJ) - Atlético (MG) - Atlético (PR) - Avaí (SC) - Bahia (BA) - Baré (RR) - Botafogo (PB) - Botafogo (SP) - Botafogo (RJ) - Caxias (RS) - Ceará (CE) - Comercial (MS) - Confiança (SE) |  | - Corinthians (SP) - Coritiba (PR) - CRB (AL) - Cruzeiro (MG) - CSA (AL) - Dom Pedro II (DF) - Figueirense (SC) - Flamengo (RJ) - Fluminense (RJ) - Fortaleza (CE) - Gama (DF) - Goiás (GO) - Grêmio (RS) - Guarani (SP) - Independência (AC) - Internacional (RS) - Interporto (TO) |  | - Ji-Paraná (RO) - Juventude (RS) - Maranhão (MA) - Nacional (AM) - Náutico (PE) - Palmeiras (SP) - Paraná (PR) - Paysandu (PA) - Pinheiros (RO) - Poções (BA) - Ponte Preta (SP) - Portuguesa (SP) - Remo (PA) - Rio Branco (ES) - Rio Negro (MA) - River (PI) - Sampaio Corrêa (MA) |  | - Santa Cruz (PE) - Santos (AP) - Santos (SP) - São Paulo (SP) - São Raimundo (AM) - Sergipe (SE) - Serra (ES) - Sinop (MT) - Sport (PE) - Treze (PB) - Ubiratan (MS) - União (MT) - URT (MG) - Vasco (AC) - Vasco (RJ) - Vila Nova (GO) - Vitória (BA) - Ypiranga (AP) |

## Résultats

### Premier tour
| Équipe 1            | Score | Équipe 2          | Aller | Retour         |
| ------------------- | ----- | ----------------- | ----- | -------------- |
| Ypiranga (AP)       | 1-3   | São Raimundo (AM) | 0-0   | 1-3            |
| Independência (AC)  | 2-1   | Baré (RR)         | 1-0   | 1-1            |
| Interporto (TO)     | 0-8   | Bahia (BA)        | 0-8   | -              |
| Ji-Paraná (RO)      | 4-2   | Vasco (AC)        | 2-1   | 2-1            |
| Paysandu (PA)       | 1-2   | Maranhão (MA)     | 0-1   | 1-1            |
| 4 de Julho (PI)     | 3-5   | Fortaleza (CE)    | 2-1   | 1-3            |
| URT (MG)            | 1-3   | Fluminense (RJ)   | 1-1   | 0-3            |
| CRB (AL)            | 1-2   | Santa Cruz (PE)   | 0-1   | 1-1            |
| Santos (AP)         | 0-6   | Remo (PA)         | 0-0   | 0-6            |
| Nacional (AM)       | 2-2   | Rio Negro (AM)    | 1-1   | 1-1 (pen: 4-2) |
| Sampaio Corrêa (MA) | 1-1   | Ceará (CE)        | 0-0   | 1-1            |
| América (RN)        | 4-2   | Sport (PE)        | 0-1   | 1-0 (pen: 4-2) |
| Treze (PB)          | 1-3   | ABC (RN)          | 0-1   | 1-2            |
| Pinheiros (RO)      | 0-2   | Vitória (BA)      | 0-2   | -              |
| Náutico (PE)        | 3-1   | CSA (AL)          | 2-1   | 1-0            |
| Confiança (SE)      | 0-5   | Goiás (GO)        | 0-1   | 0-4            |
| Sergipe (SE)        | 3-2   | Vila Nova (GO)    | 3-2   | 0-0            |
| Caxias (RS)         | 4-2   | Avaí (SC)         | 1-1   | 3-1            |
| Americano (RJ)      | 2-3   | Paraná (PR)       | 1-1   | 1-2            |
| Gama (DF)           | 1-5   | Cruzeiro (MG)     | 1-1   | 1-4            |

### Deuxième tour
| Équipe 1           | Score | Équipe 2            | Aller | Retour         |
| ------------------ | ----- | ------------------- | ----- | -------------- |
| River (PI)         | 1-2   | Flamengo (RJ)       | 1-1   | 0-1            |
| Figueirense (SC)   | 1-4   | Guarani (SP)        | 1-1   | 0-3            |
| Botafogo (PB)      | 1-3   | Vasco (RJ)          | 1-3   | -              |
| Dom Pedro II (DF)  | 1-6   | Ponte Preta (SP)    | 1-2   | 0-4            |
| Commercial (MS)    | 2-5   | São Paulo (SP)      | 2-1   | 0-3            |
| Ubiratan (MS)      | 1-6   | Sinop (MT)          | 1-1   | 0-5            |
| América (MG)       | 5-6   | Portuguesa (SP)     | 3-2   | 2-4            |
| União (MT)         | 0-4   | Grêmio (RS)         | 0-4   | -              |
| Poções (BA)        | 1-5   | Coritiba (PR)       | 1-5   | -              |
| Serra (ES)         | 0-3   | Santos (SP)         | 0-3   | -              |
| Botafogo (SP)      | 2-4   | Internacional (RS)  | 2-1   | 0-3            |
| Rio Branco (ES)    | 1-6   | Botafogo (RJ)       | 1-1   | 0-5            |
| Independência (AC) | 2-7   | São Raimundo (AM)   | 1-1   | 1-6            |
| Ji-Paraná (RO)     | 1-5   | Bahia (BA)          | 1-0   | 0-5            |
| Maranhão (MA)      | 2-1   | Fortaleza (CE)      | 2-1   | 0-0            |
| Santa Cruz (PE)    | 3-4   | Fluminense (RJ)     | 1-1   | 2-3            |
| Nacional (AM)      | 4-3   | Remo (PA)           | 3-2   | 1-2            |
| América (RN)       | 4-3   | Sampaio Corrêa (MA) | 2-1   | 2-2            |
| ABC (RN)           | 3-1   | Vitória (BA)        | 1-0   | 2-1            |
| Náutico (PE)       | 2-2   | Goiás (GO)          | 1-1   | 1-1 (pen: 4-5) |
| Caxias (RS)        | 2-2   | Sergipe (SE)        | 1-0   | 1-2            |
| Paraná (PR)        | 0-2   | Cruzeiro (MG)       | 0-2   | -              |

### Troisième tour
| Équipe 1           | Score | Équipe 2          | Aller | Retour         |
| ------------------ | ----- | ----------------- | ----- | -------------- |
| Guarani (SP)       | 3-5   | Flamengo (RJ)     | 0-2   | 3-3            |
| Vasco (RJ)         | 2-1   | Ponte Preta (SP)  | 1-1   | 1-0            |
| Sinop (MT)         | 0-6   | São Paulo (SP)    | 0-4   | 0-2            |
| Bahia (BA)         | 6-3   | São Raimundo (AM) | 5-0   | 1-3            |
| Maranhão (MA)      | 1-7   | Fluminense (RJ)   | 1-1   | 0-6            |
| Remo (PA)          | 4-6   | América (RN)      | 2-0   | 2-6            |
| ABC (RN)           | 2-2   | Goiás (GO)        | 1-1   | 1-1 (pen: 4-3) |
| Caxias (RS)        | 2-9   | Cruzeiro (MG)     | 1-3   | 1-6            |
| Portuguesa (SP)    | 4-1   | Grêmio (RS)       | 0-0   | 4-1            |
| Coritiba (PR)      | 1-2   | Santos (SP)       | 0-1   | 1-1            |
| Internacional (RS) | 3-3   | Botafogo (RJ)     | 2-2   | 1-1            |

### Quatrième tour
| Équipe 1        | Score | Équipe 2         | Aller | Retour         |
| --------------- | ----- | ---------------- | ----- | -------------- |
| Botafogo (RJ)   | 3-1   | Corinthians (SP) | 1-0   | 3-1            |
| Cruzeiro (MG)   | 4-3   | Atlético (PR)    | 2-1   | 2-2            |
| Bahia (BA)      | 2-4   | Flamengo (RJ)    | 1-3   | 1-1            |
| Juventude (RS)  | 1-6   | Santos (SP)      | 1-3   | 0-3            |
| ABC (RN)        | 4-4   | Palmeiras (SP)   | 3-3   | 1-1            |
| América (RN)    | 3-6   | São Paulo (SP)   | 1-3   | 2-3            |
| Fluminense (RJ) | 3-3   | Vasco (RJ)       | 1-1   | 2-3            |
| Portuguesa (SP) | 0-0   | Atlético (MG)    | 0-0   | 0-0 (pen: 1-4) |

### Quarts de finale
| Équipe 1        | Score | Équipe 2       | Aller | Retour |
| --------------- | ----- | -------------- | ----- | ------ |
| Cruzeiro (MG)   | 3-2   | Botafogo (RJ)  | 3-2   | 0-0    |
| Flamengo (RJ)   | 2-8   | Santos (SP)    | 0-4   | 2-4    |
| São Paulo (SP)  | 5-3   | Palmeiras (SP) | 2-1   | 3-2    |
| Fluminense (RJ) | 5-5   | Atlético (MG)  | 3-3   | 2-2    |

### Demi-finales
| Équipe 1       | Score | Équipe 2      | Aller | Retour |
| -------------- | ----- | ------------- | ----- | ------ |
| Cruzeiro (MG)  | 4-2   | Santos (SP)   | 2-0   | 2-2    |
| São Paulo (SP) | 4-2   | Atlético (MG) | 3-0   | 3-3    |

### Finale
| Équipe 1       | Score | Équipe 2      | Aller | Retour |
| -------------- | ----- | ------------- | ----- | ------ |
| São Paulo (SP) | 1-2   | Cruzeiro (MG) | 0-0   | 1-2    |

| Coupe du Brésil de football Vainqueur 2000 |
| ------------------------------------------ |
| Cruzeiro Troisième titre                   |